# Vardar
Vardar (slovenska izgovarjava: [ˈvɑːrdɑːr]; makedonsko Вардар, albansko Vardar) ali Aksios (grško Αξιός, latinizirano: Aksiós) je najdaljša reka v Severni Makedoniji in druga najdaljša reka v Grčiji, ki se izliva v Egejsko morje pri Solunu. Dolga je 388 km, od tega je 76 km v Grčiji in odmaka območje okoli 25.000 km². Največja globina reke je 4 m.

## Etimologija
Izvor imena Vardar izhaja iz tračanskega Vardários. Izvira iz protoindoevropskega (PIE) *(s)wordo-wori- (črna voda). Lahko se šteje za prevod ali podoben pomen besede Axios, ki je sama v tračanščini za nesvetleč iz PIE *n.-sk(e)i (prim. avestansko axšaēna (temno obarvan)). Najdemo ga v drugem imenu mesta ob izlivu Donave, imenovanem Axíopa (temna voda) v tračanščini, ki je bilo kasneje prevedeno v slovansko kot Cernavodă (črna voda). Ime Vardários (Βαρδάριος) so včasih uporabljali stari Grki v 3. stoletju pr. n. št. Isto ime se je pogosto uporabljalo v bizantinski dobi. Beseda lahko na koncu izhaja iz PIE korena werǵ-, ki je tudi vir angleškega dela. Njegovo ime Axios omenja Homer (Il. 21.141, Il. 2.849)  kot dom peonijskih zaveznikov Troje. Pjetër Bogdani bi jo imenoval Asi, starejše ime za reko v albanskem jeziku.

## Geografija
Reka izvira pri Vrutoku, nekaj kilometrov jugozahodno od Gostivarja v Severni Makedoniji in sprva teče proti severu. Malo pred mejo s Kosovom zavije najprej proti vzhodu, nato proti jugovzhodu, mimo severnomakedonske prestolnice Skopje. Vardar nato ohranja to smer do mesta Valandovo. Pri prehodu iz Valandova proti zahodu Vardar zaniha proti jugu-jugovzhodu. Zadnje mesto na ozemlju Severne Makedonije je Gevgelija. Južno od Gevgelije se Vardar izliva na grško ozemlje pri vasi Idomeni.
Reka, zdaj znana kot Axios, nadaljuje svoj tok proti jugu-jugovzhodu in je prvo grško mesto, ki teče skozi vas Axioupolis. Na grškem ozemlju 49 km južno od meje je Axios zajezena z jezom Ellis. Tam se voda črpa za namakanje. Jez Ellis ostane zaprt od aprila do septembra vsako leto. Axios se izliva v Egejsko morje zahodno od Chalastre v neposredni bližini mesta Solun. Leta 1934 je bil Axios kanaliziran na grško ozemlje iz vasi Polykastro v prefekturi Kilkis. Namen kanaliziranja je bil poleg pridobivanja vode za namakanje v kmetijstvu upočasniti zamuljenje Termajskega zaliva, ki so ga povzročali tudi sedimenti Aksiosa. Z naraščajočim ali nespremenjenim zamuljenjem Termajskega zaliva bi bil dostop do solunskega pristanišča ogrožen. Kot del teh gradbenih projektov upravljanja voda je bil estuarij reke Axios, prvotno zahodno od estuarija Gallikos blizu Kalochorija, premaknjen na sedanji položaj južno od Chalastre.
Vardarsko porečje obsega dve tretjini ozemlja Severne Makedonije. V dolini so rodovitna zemljišča v regiji Polog, okoli Gevgelije in v regionalni enoti Solun. Reka je drugod obdana z gorami. Avtocesta št. 1 v Grčiji ter M1 in E75 potekajo znotraj doline vzdolž celotne dolžine reke do bližine Skopja.
Reka je bila zelo znana v času Osmanskega cesarstva in ostaja taka tudi v današnji Turčiji kot navdih za številne ljudske pesmi, med katerimi je najbolj znana Vardar Ovasi. Upodobljen je bil tudi na grbu Skopja, ki je vključen v mestno zastavo.

## Pretok
Vardar je imel v Skopju med letoma 1970 in 1985 povprečni letni pretok od 48 do 76 m³ na sekundo. Na severnomakedonsko-grški meji so bili v istem obdobju izmerjeni pretoki od 100 do 225 m³ na sekundo. Od leta 1985 se je količina pretoka Vardarja (Axios) znatno zmanjšala na obeh merilnih mestih. Leta 1994 je bil srednji letni pretok 30 m³ na sekundo tako v Skopju kot na severnomakedonsko-grški meji. To intenzivno pridobivanje vode, aluvialno odlaganje ostankov gnojil in odpadna voda s težkimi kovinami in drugimi onesnaževalci, ki izvirajo iz naraščajoče industrializacije, pomembno vplivajo na Vardar (Axios).

## Prometni in zgodovinski pomen
Vardarska dolina skupaj z dolino Južne Morave (geološko imenovana soteska Morava-Vardar) tvori najpomembnejšo (najkrajšo in zato najbolj ekonomično) povezavo sever-jug v jugovzhodni Evropi, tako imenovani koridor 10 v evropskem prometnem omrežju panevropskih prometnih koridorjev. Tu poteka železniška proga (Beograd-Skopje-Solun) in avtocesta sever-jug. Vzhodno od mesta, kjer Vardar (Axios) prečka severnomakedonsko-grško mejo, je avtocestni mejni prehod Bogorodica/Evzoni. Grška avtocesta 1 poteka vzdolž doline Axio do Soluna, vendar nekaj kilometrov vzhodno od reke. Železniška proga Skopje–Solun prečka mejo med Severno Makedonijo in Grčijo vzporedno z reko Vardar (Axios) pri Gevgeliji/Idomeni. Vzporedno z reko Axios poteka tudi naftovod od Soluna do Skopja.
Zgodovinske oznake Vardarska republika ali Vardarska Makedonija se nanašajo na reko Vardar kot soimenjaka. O teh poimenovanjih so razpravljali tudi kot o kompromisu v sporu o imenu med Severno Makedonijo in Grčijo. V vsakem primeru se Vardar-Makedonija nanaša na najsevernejši del zgodovinske regije Makedonija.

## Projekt izgradnje prekopa Donava-Vardar-Egejski kanal
Projekt izgradnje prekopa Donava-Morava-Vardar-Egejsko morje so bile sanje že dolgo.  Le Figaro je 28. avgusta 2017 objavil projekt Aten in Beograda. Grško-srbski predlog v Pekingu je faraonski: 651 km. Projekt vreden 17 milijard.

## Vardarski veter
Vardaris ali Vardarec je močan prevladujoč severni geotrpski veter, ki piha po rečni dolini v Grčiji in Severni Makedoniji. Sprva se spušča vzdolž Vardarske doline, običajno kot vetrič. Ko naleti na visoke gore, ki ločujejo Grčijo od Severne Makedonije, se spusti na drugo stran, zbere ogromen zagon in prinese hladne razmere v mesto Solun in delto Axiosa. Nekako podoben vetru mistral v Franciji se pojavi, ko je atmosferski tlak nad vzhodno Evropo višji kot nad Egejskim morjem, kar se pogosto zgodi pozimi.

## V popularni kulturi
Priljubljena pesem Jugoslavijo, zaradi prvega verza imenovana tudi Od Vardara pa do Triglava, je veljala za neuradno himno Jugoslavije. Zarisuje meje in spominja na enotnost takratne države.

## Galerija
- Zemljevid severozahodnega dela Severne Makedonije vključno z izvirom Vardarja
- Zemljevid reke Axios/Vardar
- Velesova soteska
- Reka Vardar pri Gradskem
- Reka Vardar pri Gradskem
- Reka Vardar (Axios) v Grčiji
- Vzdolžni hidrografski profil toka reke Vardar